# Дневники вампира (сезон 3)
Третий сезон американского телесериала «Дневники вампира», премьера которого состоялась на телеканале The CW 15 сентября 2011 года, а финальный эпизод вышел 10 мая 2012 года. 26 апреля 2011 телеканал продлил сериал на третий сезон.

## Сюжет
Действие сериала происходит в Мистик Фоллс, штат Вирджиния, вымышленном маленьком городке, который преследуют сверхъестественные существа. Основное внимание в шоу уделяется любовному треугольнику между героями Еленой Гилберт (Нина Добрев) и братьями-вампирами Стефаном (Пол Уэсли) и Дэймоном Сальваторе (Иэн Сомерхолдер).
В третьем сезоне герои пытаются избавиться от первородных — Клауса и его семьи. Выясняется, что первые вампиры были созданы ведьмой, чтобы защитить своих детей от оборотней. В ритуале она просит жизни у солнца, а у белого дуба — бессмертия, после чего Клаус, Элайджа, Ребекка и прочие выпивают вино с кровью, а затем умирают. Для завершения ритуала обращения им приходится выпить человеческую кровь. Баланс природы нарушен, чтобы сдерживать первородных, против них оборачиваются силы природы: солнечный свет и белый дуб (источники жизни и бессмертия в ритуале) убивал, а цветы вербены, росшие у подножия дуба обжигали, но оберегали людей. В попытках защититься, первородные сжигают белый дуб.

## В ролях

### Основной состав
- Нина Добрев — Елена Гилберт / Кэтрин Пирс
- Пол Уэсли — Стефан Сальваторе
- Иэн Сомерхолдер — Дэймон Сальваторе
- Стивен Р. Маккуин — Джереми Гилберт
- Катерина Грэм — Бонни Беннет
- Зак Рериг — Мэтт Донован
- Кэндис Аккола — Кэролайн Форбс
- Майкл Тревино — Тайлер Локвуд / Клаус
- Мэттью Дэвис — Аларик Зальцман
- Джозеф Морган — Клаус Майклсон

| - Клэр Холт — Ребекка Майклсон - Сьюзан Уолтерс — Кэрол Локвуд - Торри Девито — доктор Мередит Фелл - Маргарит Макинтайр — шериф Элизабет «Лиз» Форбс - Малис Джау — Анна - Дэниел Гиллис — Элайджа Майклсон - Элис Эванс — Эстер - Себастьян Роше — Майкл - Персия Уайт — Эбби Беннет-Уилсон - Кайла Юэлл — Викки Донован - Натаниэль Бузолич — Кол Майклсон - Каспер Зафер — Финн Майклсон - Джек Коулман — Билл Форбс | - Роберт Ричард — Джейми Уилсон - Кэссиди Фриман — Сэйдж - Кимберли Драммонд — Минди - Дэвид Галлахер — Рэй Саттон - Тейлор Кинни — Мэйсон Локвуд - Зейн Стивенс — Тони - Дэниел Ньюман — Дэниел Уоррен - Келли Ху — Перл - Жасмин Гай — Шейла Беннет - Ариэль Кеббел — Лекси Брэнсон - Стивен Мартинес — Фредерик - Дон Оливьери — Энди Стар - Шерилин Уилсон — Софи - Лорен Коэн — Роуз - Сара Каннинг — Дженна Соммерс |

## Эпизоды
| № общий | № в сезоне | Название                                      | Режиссёр          | Автор сценария                  | Дата премьеры    | Зрители в США (млн) |
| --- | ---------- | --------------------------------------------- | ----------------- | ------------------------------- | ---------------- | ------------------- |
| 45 | 1          | «День рождения» «The Birthday»                | Джон Беринг       | Кевин Уильямсон и Джули Плек    | 15 сентября 2011 | 3,10                |
| Утром, в день восемнадцатилетия Елены, Кэролайн занята планированием вечеринки, но Елена сосредоточена на поисках подсказок, которые могли бы помочь ей узнать о местонахождении Стефана. Дэймон также ищет Стефана, и в то же время пытается защитить Елену и не позволить ей сделать что-то, что бы привлекло внимание Клауса. Тем временем Клаус и Стефан заняты преследованием оборотня по имени Рей Саттон. Джереми, который теперь работает с Мэттом в Мистик Грилле, пытается понять, почему он продолжает видеть призраков Вики и Анны с тех пор, как Бонни с помощью магии вернула его из мёртвых. Тем временем Аларик изо всех сил старается приглядывать за Еленой и Джереми, и старается справиться с горем от утраты Дженны. И в заключение Кэролайн и Тайлеру приходится столкнуться с новой и неожиданной проблемой - Кэролайн похищает собственный отец с целью перевоспитания. |            |                                               |                   |                                 |                  |                     |
| 46 | 2          | «Гибрид» «Hybrid»                             | Джош Батлер       | Аль Септейн и Тури Мейер        | 22 сентября 2011 | 2,52                |
| Клаус запускает в действие свой план, который бы дал ему ещё больше мощи, но даже несмотря на вынужденное участие в нём оборотня Рея Саттона, всё идёт не так, как ожидал Клаус - созданные им гибриды погибают. Дэймон и Аларик неохотно соглашаются с новой задумкой Елены найти Стефана, что приводит Дэймона к опасному столкновению с Реем и Стефаном. Джереми обращается к Мэтту за помощью в попытке понять, чего от него хочет призрак Вики. Подозревающий о том, что Кэролайн нужна помощь, Тайлер сталкивается с эмоциональной дискуссией со своей матерью, и убеждает её помочь Кэролайн, которую истязает собственный отец. |            |                                               |                   |                                 |                  |                     |
| 47 | 3          | «Конец романа» «The End of the Affair»        | Крис Грисмер      | Кэролайн Драйз                  | 29 сентября 2011 | 2,74                |
| Клаус и Стефан приезжают в Чикаго, где Стефан воссоединился с вампиршей, к которой был неравнодушен - сестрой Клауса Ребеккой. Во флешбеке Чикаго 20-х годов Стефан сталкивается лицом к лицу с шокирующей главой своего дикого кровавого прошлого. После того как Дэймон от Кэтрин получает сведения о местонахождении Стефана и Клауса, они с Еленой идут по их следу, и Елена даже встречается со Стефаном, который в очередной раз просит её забыть. Тем временем в Мистик Фоллс Тайлер обеспокоен Кэролайн и обращается к шерифу Форбс за помощью, вместе они помогают Кэролайн и вызволяют её из темницы. |            |                                               |                   |                                 |                  |                     |
| 48 | 4          | «Вызывающее поведение» «Disturbing Behavior»  | Венди Станцлер    | Брайан Янг                      | 6 октября 2011   | 2,63                |
| Будучи в Чикаго, Клаус использует ведьму Глорию, с которой он уже давно знаком, чтобы помочь ему разыскать информацию, которая объяснит, почему его план не работает. Заклинания Глории рассказывают, что чтобы узнать больше необходимо ожерелье Ребекки, которое Стефан отдал Елене. Глория понимает, что ей нужны знания Стефана, и в его воспоминаниях видит, что двойник не умер во время ритуала, и именно из-за этого попытки Клауса создать гибрида напрасны. Кэтрин спасает его и убивает Глорию. В это время в Мистик Фоллс новый враг подталкивает Дэймона на крайности, и всё это заканчивается существенными последствия. Кэролайн борется со своими собственными эмоциональными проблемами и пытается помочь Елене признать свои чувства. Джереми делает тревожное открытие, в итоге всё становится ещё более запутанным. У Бонни будет странная встреча, которая затронет всех. Клаус понимает, что Стефана что-то держит в прошлой жизни, и приводит его в Мистик Фолс. |            |                                               |                   |                                 |                  |                     |
| 49 | 5          | «Обратный отсчёт» «The Reckoning»             | Джон Беринг       | Майкл Нардуччи                  | 13 октября 2011  | 2,89                |
| Через несколько дней у Кэролайн, Тайлера, Елены и Мэтта начнётся выпускной класс. По традиции выпускники перед началом года устраивают Ночи Развлечений. Кэролайн тащит своих друзей в школу, чтобы с остальными одноклассниками подготовиться к завтрашнему дню. Их планы прерывает взбешенный Клаус, Ребекка и Стефан. Клаус приказывает Стефану убить Елену, но когда тот отказывается, велит ему отключить чувства. Тайлера обращают в гибрида - Клаус разгадал загадку своих неудач: чтобы создать гибрида, его нужно напоить кровью двойника, и лишь поэтому Елена остаётся жива, но прикована к кровати для переливания крови. Дэймон спасает положение, говоря Клаусу, что его древний враг идёт по следу. |            |                                               |                   |                                 |                  |                     |
| 50 | 6          | «Повеяло юностью» «Smells Like Teen Spirit»   | Роб Хардли        | Джули Плек и Кэролайн Драйз     | 20 октября 2011  | 3,03                |
| В первый день в выпускном классе Елена, Кэролайн, Бонни и Мэтт до сих пор не могут отойти от последних событий, в то время как Тайлер всем наслаждается. Дэймона раздражает, что Ребекка поселилась в его доме, и все удивлены появлением нового ученика (Ребекки) в классе Аларика. Мэтт просит помощи у Бонни, осознав, какую большую ошибку он совершил - он воскресил Вики, которая, чтобы остаться, должна убить Елену. А тем временем Стефан выполняет свои последние поручения для Клауса. |            |                                               |                   |                                 |                  |                     |
| 51 | 7          | «Мир призраков» «Ghost World»                 | Дэвид Джексон     | Ребекка Сонненшайн              | 27 октября 2011  | 3,28                |
| В то время как Мистик Фоллс готовится к традиционному Вечеру Просвещения, в город вторглись призраки умерших. После особо жестокой встречи с озлобленным духом Мэйсона Локвуда, Дэймон просит Бонни выяснить причину такой силы призраков. На свет вновь появляются Мейсон Локвуд, Анна, Перл, Лекси, Фредерик и вампиры из склепа, которые жаждут исполнить свои цели. Тем временем вместе с Мэйсоном Дэймон ищет способ убить Клауса. Лекси пытается вернуть Стефану чувства, но процесс прерывает Бонни, уничтожившая связь призраков с нашим миром - ожерелье Елены. Джереми и Бонни расстаются, а в конце серии Аларик находит странные надписи в пещере, куда Мэйсон привёл Дэймона. |            |                                               |                   |                                 |                  |                     |
| 52 | 8          | «Обычные люди» «Ordinary People»              | Дж. Миллер Тобин  | Джули Плек и Кэролайн Драйз     | 3 ноября 2011    | 3,51                |
| С помощью Елены и Бонни Аларик пытается расшифровать странные надписи в пещере. Елена и Ребекка ввязываются в противостояние в стиле дрянных девчонок, пока Ребекка не открывает некоторые древние секреты своей семьи и жестокого прошлого с Клаусом и Элайджей. Дэймон пытается сделать очередную безрассудную попытку найти подход к Стефану, и они оба удивлены неожиданным союзником. |            |                                               |                   |                                 |                  |                     |
| 53 | 9          | «Вечер встреч» «Homecoming»                   | Джошуа Батлер     | Эван Блейвайс                   | 10 ноября 2011   | 3,17                |
| В ночь вечера встреч выпускников Ребекка открывается Елене о том, что это её первый выпускной бал, это вызывает у Елены противоречивые эмоции. Елена вонзает кинжал в спину Ребекке, из-за этого она чувствует вину. Кэролайн и Мэтт потрясены поведением Тайлера на вечеринке. Тайлер встаёт на сторону своего создателя Клауса. Вечер принимает нереальный оборот, когда Клаус возвращается в Мистик Фоллс с кучей гибридов и приводит свой последний план в действие. Клаус предупреждает Тайлера о том, что если Деймон попытается его убить, гибриды отомстят. Полный решимости перехитрить Клауса, Дэймон вступает в опасный союз с Майклом. Но из-за Стефана, узнавшего о страховке Клауса, план рушится, и Клаус убивает Майкла его же оружием. Благодарный за спасение Клаус отпускает Стефана. |            |                                               |                   |                                 |                  |                     |
| 54 | 10         | «Новая сделка» «The New Deal»                 | Джон Беринг       | Майкл Нардуччи                  | 5 января 2012    | 3,32                |
| Стефан украл гробы с телами семьи Клауса. И Клаус подвергает опасности Джереми, для того чтобы убедить Дэймона и Елену в том, что никто не находится в безопасности до тех пор, пока он не узнаёт, где Стефан, и не вернёт тела своей семьи. Тайлер продолжает экспериментировать со своими новыми возможностями гибрида, но у этого будут последствия. После ужасного случая Елена и Аларик ещё сильнее переживают за безопасность Джереми. Аларик встречает доктора Фелл, которая заинтересована его способностью удивительного излечения. Пытаясь заключить сделку с Клаусом, Елена рассказывает Клаусу о том, что Ребекка знает, кто убил их мать, эти новости действительно потрясают его. Дэймон целует Елену и она отвечает на поцелуй. |            |                                               |                   |                                 |                  |                     |
| 55 | 11         | «Наш город» «Our Town»                        | Уэнди Стензлер    | Ребекка Сонненшайн              | 12 января 2012   | 2,86                |
| Хотя Кэролайн не в настроении праздновать своё 18-летие, Елена, Бонни и Мэтт устраивают ей небольшую вечеринку в склепе на кладбище. Дэймон и Стефан не согласны, как лучше справиться с Клаусом, и Стефан решает проверить свою теорию, которая в итоге приводит к опасным крайностям. Бонни обеспокоена, когда Елена рассказывает об отъезде Джереми. На Совете Основателей Аларик вновь сталкивается с доктором Фелл, которая спорит со своим бывшим парнем патологоанатомом и тот предостерегает Аларика от общение с ней. Тайлер отказывается исполнять поручение Клауса и удивляется, когда Клаус принимает его решение. Однако, связь гибрида с его хозяином сильна, и Тайлер кусает Кэролайн, сам того не осознавая. Клаусу нужна сделка с шерифом Форбс, на которую та идет ради ради дочери. Кэролайн получает противоядие и неожиданный подарок от Клауса - серебряный браслет. Джереми покидает Мистик-Фоллс. Мэтт и Елена символически хоронят ту Елену, из ее жизни до вампиров, на мосту, где погибли ее родители. Патологоанатома находят мертвым с колом в груди, хотя он не был вампиром. |            |                                               |                   |                                 |                  |                     |
| 56 | 12         | «Узы, которые связывают» «The Ties That Bind» | Джон Дал          | Брайан Янг                      | 19 января 2012   | 2,71                |
| Бонни продолжают преследовать сны о гробах Клауса. В последнем она сама оказывается в гробу, который, в итоге, открывает ее мать, бросившая Бонни еще детстве, 15 лет назад. Бонни с Еленой находят Эбби, но гибрид Клауса находит ее и Джейми, приемного сына Эбби, раньше. Поначалу Эбби она делает всё возможное, чтобы объяснить события прошлого, заставившие ее уехать из Мистик Фоллс и бросить Бонни. Но, когда на ферму приезжает Стефан, события принимают опасный поворот: Джейми стреляет в Стефана и связывает Елену, а Эбби вырубает Бонни с помощью трав и отвозит к гибриду Клауса. Тайлер обращается к отцу Кэролайн, чтобы тот помог ему снова обрести свободу. Для этого Тайлеру приходится пройти через обращение в оборотня - чтобы потерять связь с Клаусом. Он не может контролировать себя и нападает на отца Кэролайн. Дэймон идет в больницу к доктор Фелл, чтобы обвинить в убийстве ее бывшего парня - патологоанатома, а доктор Фелл вырубает Деймона вербеной и берет у него образец крови. Елена сообщает Стефану о поцелуе с Дэймоном, и это вызывает у Стефана чувства. Бонни приходится сообщить гибриду Клауса, где спрятаны гробы. Но, благодаря Эбби, она успевает предупредить Дэймона, и он прячет главный из 4х гробов, а 3 гроба отдает Клаусу, предварительно вынув клинок из тела Элайджи. Аларик вызывает доктора Фелл на разговор о том, что она сделала с Дэймоном, но она показывает, что кровью вампиров помогает пациентам.                                              |            |                                               |                   |                                 |                  |                     |
| 57 | 13         | «Воскрешая мёртвых» «Bringing Out The Dead»   | Джеффри Хант      | Тури Мейер и Эл Сепшен          | 2 февраля 2012   | 2,74                |
| Пробудившийся Элайджа готов убить брата, но Клаус сообщает, что Майкл убит. Однако, Элайджа в недоумении, почему Клаус все еще не пробудил всех членов семьи. Шериф Форбс сообщает Аларику и Елене, что на оружии убийства патологоанатома найдены отпечатки Елены. Тем временем кто-то убивает Билла Форбса в больнице. Кэролайн и Елена находят его заколотым в подсобке больницы, но он оживает из-за крови Деймона в его организме. Подозрения падают на доктора Фелл, но Кэролайн предполагает, что это мог быть Тайлер, потому что он пропал. В набирающих обороты поисках братьями Сальваторе способа убить Клауса, Стефан обращается к Бонни и Эбби, в то время как Дэймон обращается к Элайдже за помощью в исполнении тщательно продуманного плана. Имея собственный план, Клаус устраивает странный обед для братьев Сальваторе, на котором они с Элайджей рассказывают одну из историй своей семьи. Клаус шантажирует братьев, но Элайджа пробуждает всех древних вампиров и отпускает братьев Сальваторе. Кэролайн расстроена, когда отец отказывается выпить кровь и завершить превращение, поэтому он умирает. Тем временем, Елена и Мэтт по возвращении домой находят повсюду лужи крови и зарезанного Аларика. Елене приходится его убить, чтобы он мог воскреснуть. Братья Сальваторе признаются друг другу, что каждый из них любит Елену. Бонни и Эбби удается открыть гроб. Так мать древних вампиров - Эстер - воскресает и успевает попасть на семейную "встречу", которая проходит в доме Клауса. |            |                                               |                   |                                 |                  |                     |
| 58 | 14         | «Опасные связи» «Dangerous Liaisons»          | Крис Грисмер      | Кэролайн Драйз                  | 9 февраля 2012   | 3,08                |
| Мэтт, Елена и Кэролайн получают приглашения на бал, который устраивают Майклсоны — семья Древних. Елену приглашает Эстер, Мэтта — Ребекка, а Кэролайн — Клаус. Дэймон и Стефан приходят на бал без приглашения. На балу все танцуют старый вальс. Клаус ухаживает за Кэролайн, и она узнаёт, что у него есть своё хобби. Дэймон слишком заботится о Елене и Стефан, по просьбе Елены, отключает его на время. Елена встречается с Эстер и она рассказывает Елене о своём плане: связать своих детей узами, которые помогут убить первородных. Гости выпивают шампанское с кровью Елены, и Эстер втайне заканчивает ритуал. Позже Елена сгоряча говорит, что любовь Дэймона является проблемой, и он нападает на Древнего вампира - Коула, когда тот пытается сломать руку Мэтту. Ребекка начинает симпатизировать Мэтту, которого вначале она хотела убить. Стефан провожает Елену до дома. Она спрашивает его о его человеческих чувствах, на что Стефан говорит, что не хочет ничего чувствовать. Дэймон в расстроенном настроении идёт в бар и встречает там Ребекку. |            |                                               |                   |                                 |                  |                     |
| 59 | 15         | «Все мои дети» «All My Children»              | Паскаль Версхурис | Эван Блейвайсс и Майкл Нардуччи | 16 февраля 2012  | 2,90                |
| Начав день с открытия последней неосторожности Дэймона, Елена расстроена, когда узнаёт, что ни один из друзей не соглашается с ней в том, как они должны отреагировать на внутреннюю борьбу за власть в семье Древних. Ещё раз оказавшись под влиянием судьбы ведьм Беннетт, Бонни и Эбби сыграют роль в ритуале успокоения духа природы. Когда Элайджа выставляет Дэймону и Стефану опасный ультиматум, который подвергает Елену опасности, они обращаются к Аларику и Мередит за помощью с планом, который подводит их к ужасному выбору. |            |                                               |                   |                                 |                  |                     |
| 60 | 16         | «1912» «1912 год»                             | Джон Беринг       | Джули Плек и Элизабет Финч      | 15 марта 2012    | 2,64                |
| Современные убийства в Мистик Фоллс напоминают Дэймону о схожих преступлениях, происходивших сто лет назад. Во флешбеках из 1912 года Дэймон вспоминает прекрасную вампиршу Сейдж, которая показала ему, что жить можно совсем по-другому. Шериф Форбс предупреждает Дэймона, чтобы он не ввязывался в расследование, но он уверен, что она подозревает не того. Елена с Мэттом устраивают взлом, пытаясь найти улики против доктора Фелл, которую считают убийцей. По известным только ей самой причинам Ребекка начинает интересоваться расположением одной из старейших достопримечательностей города. Елена наконец-то начинает понимать, что её жизнь пошла в другом направлении, а Дэймон совершает эмоциональное признание Стефану. |            |                                               |                   |                                 |                  |                     |
| 61 | 17         | «Прорыв» «Break On Through»                   | Лэнс Андерсон     | Ребекка Сонненшайн              | 22 марта 2012    | 2,69                |
| Спустя век после первой встречи Дэймон и Сейдж встречаются снова на церемонии в честь начала восстановления моста Викери. Дэймон удивлён причиной возвращения Сейдж, но его радует разработанный ею необычный способ выяснения, что же задумала Ребекка. Эбби переживает тяжёлый период привыкания к новой жизни, несмотря на все попытки Бонни и Кэролайн помочь. Когда Дэймон рассказывает Елене о внутренней борьбе Стефана, она обращается к младшему Сальваторе за помощью в спасении друга, попавшего в беду, в надежде, что это поможет ещё сильнее подтолкнуть Стефана к человечности. Дэймон находит секретное оружие и сообщает новости Стефану. |            |                                               |                   |                                 |                  |                     |
| 62 | 18         | «Убийство одного» «The Murder of One»         | Дж. Миллер Тобин  | Кэролайн Драйз                  | 29 марта 2012    | 2,44                |
| Дэймон и Стефан сосредотачивают своё внимание на новом проекте, который приблизит уничтожение Клауса. Не колеблясь, они подключают к этому Елену, Кэролайн и Мэтта. После того, как Клаус угрожает близкому Бонни человеку, той ничего не остаётся, как согласиться работать над нужным ему заклинанием. Тем временем Клаус с Ребеккой находят идеальную мотивацию, которая помогает им убедить Финна сотрудничать с ними. Однако Ребекку больше волнует её брутальный план мести Дэймону. Эмоциональное потрясение, которое переживает Стефан, приводит его к опасной конфронтации с Клаусом, а позднее и к душераздирающему моменту с Еленой. |            |                                               |                   |                                 |                  |                     |
| 63 | 19         | «Тьма на сердце» «Heart of Darkness»          | Крис Грисмер      | Брайан Янг и Эван Бляйвайс      | 19 апреля 2012   | 2,67                |
| Елена и Дэймон отправляются в Денвер, чтобы убедиться, что Джереми в безопасности, и узнать, смогут ли они использовать его особенные способности, чтобы выяснить необходимую им информацию о древних вампирских родословных. Им потребуется немного времени, чтобы понять, что Джереми попал в плохую компанию. Стефан и Клаус ищут утерянное оружие. Кэролайн рада возвращению Тайлера, но тот начнет подозревать, что между Кэролайн и Клаусом что-то происходит. Мэтт просит Ребекку помочь в организации школьных танцев, посвящённых эпохе 1920-х годов. |            |                                               |                   |                                 |                  |                     |
| 64 | 20         | «Обойдемся без нежностей» «Do Not Go Gentle»  | Джош Батлер       | Майкл Нардуччи                  | 26 апреля 2012   | 2,22                |
| Аларик находит неожиданного союзника, который поможет ему встать на новый опасный путь, а Дэймон и Мередит в это время пытаются выяснить, каким должен быть их следующий шаг. Бонни просит Джейми пойти с ней на школьные танцы в стиле 20х, а Елена (по совету Кэролайн) просит Стефана сопровождать её. Кэролайн приятно удивлена, когда на вечеринке появляется Тайлер, решительно настроенный её покорить, но Клаус делает всё возможное, чтобы встать между ними. Танцы принимают смертельный оборот, когда Дэймон и Стефан понимают, что им нужна помощь Мэтта, Джереми, и в особенности Бонни, чтобы разрушить заклинание, последствия которого могут ужасно сказаться на всех. |            |                                               |                   |                                 |                  |                     |
| 65 | 21         | «До заката» «Before Sunset»                   | Крис Грисмер      | Чарли Шарбонно и Дафнии Майлз   | 3 мая 2012       | 2,54                |
| Клаус намеревается покинуть город, прихватив с собой Елену, но встречает сопротивление в лице неожиданного нового врага. Бонни обращается к Эбби за помощью с трудным заклинанием. События выходят из-под контроля и Елена, решительно настроенная спасти Кэролайн, Дэймона и Стефана, обращается за помощью к Тайлеру, в то время как Бонни и Джереми идут на ужасающий риск, чтобы убедиться, что новое заклинание работает. У Дэймона и Стефана происходит удивительно откровенный разговор о будущем. |            |                                               |                   |                                 |                  |                     |
| 66 | 22         | «Покойники» «The Departed»                    | Джон Беринг       | Бретт Меттьюз и Элизабет Финч   | 10 мая 2012      | 2,53                |
| Джереми хочет уберечь Елену от опасности, и в его голову приходит решение, которое поменяет решительно всё. Живя последние два года в странном фантастическом мире, Елена скучает по времени, когда самые близкие её люди — мама, папа и тётя Дженна были живы, а самой большой её проблемой был разлад в отношениях с Мэттом. Братья Сальваторе уезжают по важному делу, но в скором времени им нужно будет разделиться, так как Елене нужна будет помощь. Кэролайн и Тайлер стоят на пороге важного решения, от которого зависит чья-то жизнь. |            |                                               |                   |                                 |                  |                     |